# 水星
水星（すいせい、英語：Mercury マーキュリー、ラテン語：Mercurius）は、太陽系に属する惑星の1つで、惑星の中で太陽に最も近い公転軌道を周回している。岩石質の「地球型惑星」に分類され、太陽系惑星の中で大きさ、質量ともに最小である。

## 概要
太陽系で最小の惑星が、水星である。水星の赤道面での直径は4879.4 kmと、地球の38パーセントに過ぎない。木星の衛星の1つのガニメデや、土星の衛星の1つであるタイタンよりも小さい。なお、水星に衛星や環は無い。
地球から水星を観測する場合、水星は太陽に非常に近いため、日の出直前と日没直後のわずかな時間しか観測できない。また、地球と水星と太陽の位置関係によっては、たとえ望遠鏡を使っても観測は難しい。これは地球から見た太陽と水星との離角が、最大でも28.3度に過ぎないためである。なお、天球上での見かけの明るさは、−0.4等から5.5等まで変化し、暗く見える時期には、より観測が難しくなる。
1974年にNASAの探査機であるマリナー10号が初めて水星へ接近した。マリナー10号による観測によって、水星の地表の4割強の地図が作成できた。この際に撮影された写真から、水星の表面には多数のクレーターが有り、地球の衛星の月と類似した環境だろうと考えられた。地球からの直接観測だけでなく、地球から水星へと探査機を到達させる事も比較的難しいため、21世紀に入っても依然として判らない点の多い惑星ではあるものの、21世紀に入ってから再び探査機が水星へと送り込まれた事や、地球からの直接観測の技術の向上に伴って、次第に水星に関する知見が集積されつつある。

## 軌道

### 公転
水星の公転周期は約88日である。その軌道離心率の約0.21という値は、太陽系惑星の中で最大であり、近日点が 約0.31 au（46 ×106 km）で遠日点が 約0.47 au（70 ×106 km）という、太陽を焦点の1つとする楕円軌道を描いている。

（上）黄道から10度上方の位置から見下ろした水星の公転軌道。（下）黄道の真横から見た軌道。

太陽を回る水星（黄色い線）の動きを示したアニメーション。（地球は青色）

公転面は地球の公転面（黄道）に対して7度の傾きがある。その結果、水星の太陽面通過は黄道に水星があるタイミングに限られ、平均7年に1度しか観測されない。
この軌道の近日点は太陽の周りを周回する形でゆっくりと移動している（水星の近日点移動）。この現象の大部分は他の惑星からの摂動など古典力学で説明できる現象だったが、観測値は古典力学による計算値より100年当たり43秒大きく、この説明不可能だったずれは19世紀の天文学者を悩ませてきた。このため水星の内側にもう1つ惑星があるという説が現れた（バルカン参照）。このニュートン力学では説明できなかった43秒は、後にアインシュタインの一般相対性理論によって「太陽の重力により時空が歪んだ結果」として説明づけられた。一般相対性理論による計算値が、誤差の範囲で観測値の43秒と非常によく一致していたのである。

### 自転

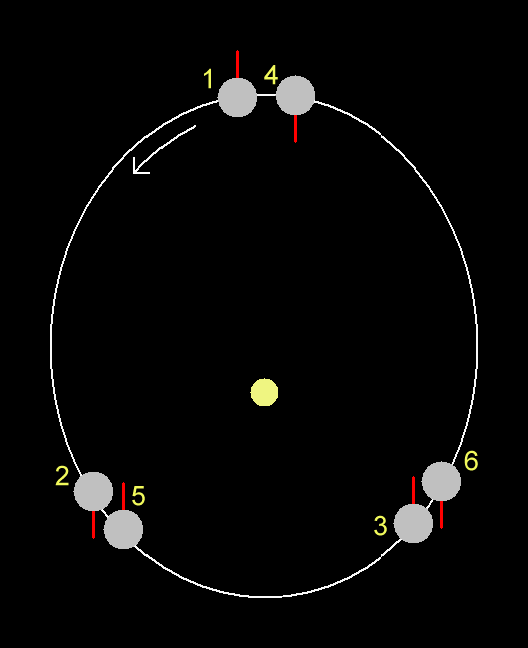
水星の公転と自転の関係 - 水星は2回公転する間に3回自転する。

水星の自転周期は58日である。1965年にレーダー観測が行われるまで、水星の自転は地球の月や他の多くの衛星と同様に、太陽からの潮汐力によって公転と同期しており、常に太陽に同じ面を向けて1公転中に1回自転していると考えられていた。しかし実際には水星の公転と自転は 2:3 の共鳴関係にある。すなわち、太陽の周囲を2回公転する間に3回自転する。水星の公転軌道の離心率が比較的大きいため、この共鳴関係は安定して持続している。水星の自転と公転が同期していると考えられた元々の理由は、地球から見て水星が最も観測に適した位置にある時にはいつでも同じ面が見えたからであった。実際にはこれは 2:3 の共鳴の同じ位置にある時に観測していたためだった。この共鳴があるために、水星の恒星日（自転周期）は58.7日なのに対して、水星の太陽日（水星表面から見た太陽の子午線通過の間隔）は176日と、3倍になっている。誕生直後の水星は8時間程度の速さで自転していたが、太陽の潮汐力によって段々と遅くなり現在の同期状態になったと考えられるが、なぜ2:3の比となったのかは分っていない。
水星表面の特定の場所では、水星の1日において日の出の途中で太陽が逆行して一度沈み、その後再び上るという現象が見られる。これは、水星が近日点を通過する約4日前に公転と自転の角速度がちょうど等しくなるため、水星表面から見て太陽固有運動が止まって見えることに起因する。近日点通過の前後4日間は、楕円軌道の尖った部分（円弧と長辺の交点）を水星が通り過ぎるために公転による角速度が自転のそれを上回り、太陽が逆に進むように見える。近日点通過の4日後には太陽は順行に戻る。
先述のとおり、水星は公転周期が約88日で、太陽日が約176日となっている。すなわち、「水星の1日」は「水星の2年」に等しい。言いかえれば、水星のある地点での正午から次の正午まで（ここでは逆行は考慮しないとする）の間に、水星は太陽の周りを2回公転する。
水星の赤道傾斜角（自転軸の傾き）は惑星の中で最も小さく、わずか 0.027度以下でしかない。これは2番目に傾斜が小さい木星の値（約3.1度）に比べても1/300と非常に小さい値である。このため、日の出の位置は2.1分以上ぶれない。

## 物理的性質

### 内部構造から考えられる起源

水星の内部構造。1:地殻、2:マントル、3:核。

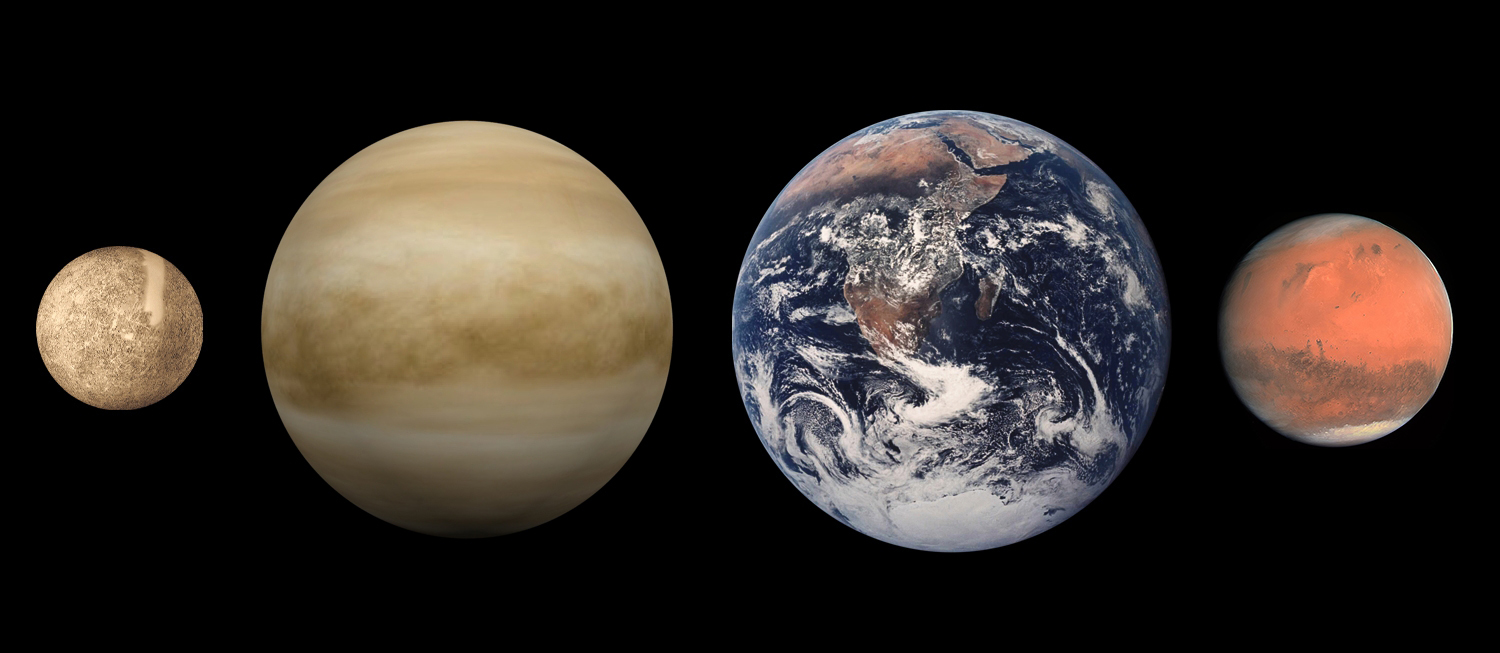
同縮尺の地球型惑星。左から、水星、金星、地球、火星。

水星には半径 1,800 km 程度の核が存在する。これは惑星半径の3/4に相当し、水星全体では質量の約 70 % が鉄やニッケル等の金属、30 % がケイ酸塩で出来ている。
平均密度 5.430 kg/m3は地球と比べわずかに小さい。核の比率が大きい割に密度がそれほど高くないのは、地球は自重によって惑星の体積が圧縮され密度が高くなるのに対し、小さな水星は圧縮される割合が低いためである。地球中心部の圧力は366万気圧に達するのに対し、水星中心部は約25から40万気圧にとどまる。しかし、天体の大きさと平均密度の相関関係では、水星は唯一他の地球型惑星が示す傾向から60%程度重い方向に外れている。自重による圧縮を除外して計算された平均密度は、水星が 5.300 kg/m3、地球が 4.000-4.100 kg/m3となり、水星のほうが有意に高い値をとる。
水星の体積は地球の 5.5 % に相当する。しかし地球の金属核は 17 % にすぎないのに対し、水星の金属核はその 42 % を占める。核は地球の内核と外核のように、固体と液体に分離していると見られている。2007年、電波観測によって水星の核に液体の部分が存在することを示す磁場が観測された。2019年には、メッセンジャーの観測データとモデル計算から、核の中心に直径2,000kmにも及ぶ固体の核が存在することが示された
核の周りは厚さ 600km 程度の岩石質マントルで覆われているが、これは他の岩石惑星と比べごく薄いためマントルの対流が小規模となり、惑星表面に特有の影響を及ぼした可能性が指摘されている。地殻は、マリナー10号の観測結果から厚さ 100-300km と推測されている。
水星は太陽系の他のどの天体よりも鉄の存在比が大きい。この高い金属存在量を説明するために、主に3つの理論が提唱されている。
- 1つ目は、水星は元々ありふれたコンドライト隕石と同程度の金属-珪酸塩比を持ち、その質量が現在よりも約2.25倍大きかったが、太陽系形成の初期に水星の 1/6 程度の質量を持つ原始惑星と衝突した[15]ために元々の地殻とマントルの大部分が吹き飛んで失われ、延性を持つ金属核は合体したために比率が高い現在の姿になったという理論である[31][15]。これは地球の月の形成を説明するジャイアント・インパクト理論と同様なメカニズムであり[15]、「巨大衝突説」と呼ばれる[32][33]。また、このような現象は原始惑星形成時から起こり、水星軌道では選択的に金属が集まりやすかったという「選択集積説」も有力な仮説として唱えられている[33][32]。
- 2つ目は、水星が原始太陽系星雲の歴史のごく初期の段階に形成され、その時には未だ太陽からのエネルギー放射が安定化していなかったことが原因という理論である[32]。この理論では、当初水星は現在の約2倍の質量を持っていたが、原始星段階の太陽が収縮するにつれて活動が活発化してプラズマを放出し[33]、このために水星付近の温度が 2,500 - 3,500 K、あるいは 10,000 K 近くにまで加熱された。表面の岩石がこの高温によって蒸発して岩石蒸気となり、これが原始太陽系円盤ガスと混合して運び去られたため、マントルが薄くなったという[34]。これは「蒸発説」と呼ばれる[32][33]。
- 3つ目は、原始太陽系星雲からの太陽風が水星表面に付着していた軽い粒子に抗力を生じさせ、奪い去る現象が重なったという理論である[35]。他にも、水星は地殻部分がコアとマントルの冷却よりも先に形成されたため、これが影響したという説もある[36]。

これらの各仮説では、水星表面の構成に異なった影響を与えると考えられている。 探査機メッセンジャーと水星に向けて航行中のベピ・コロンボは、この課題を観測する目的を担う予定である。

### 地形

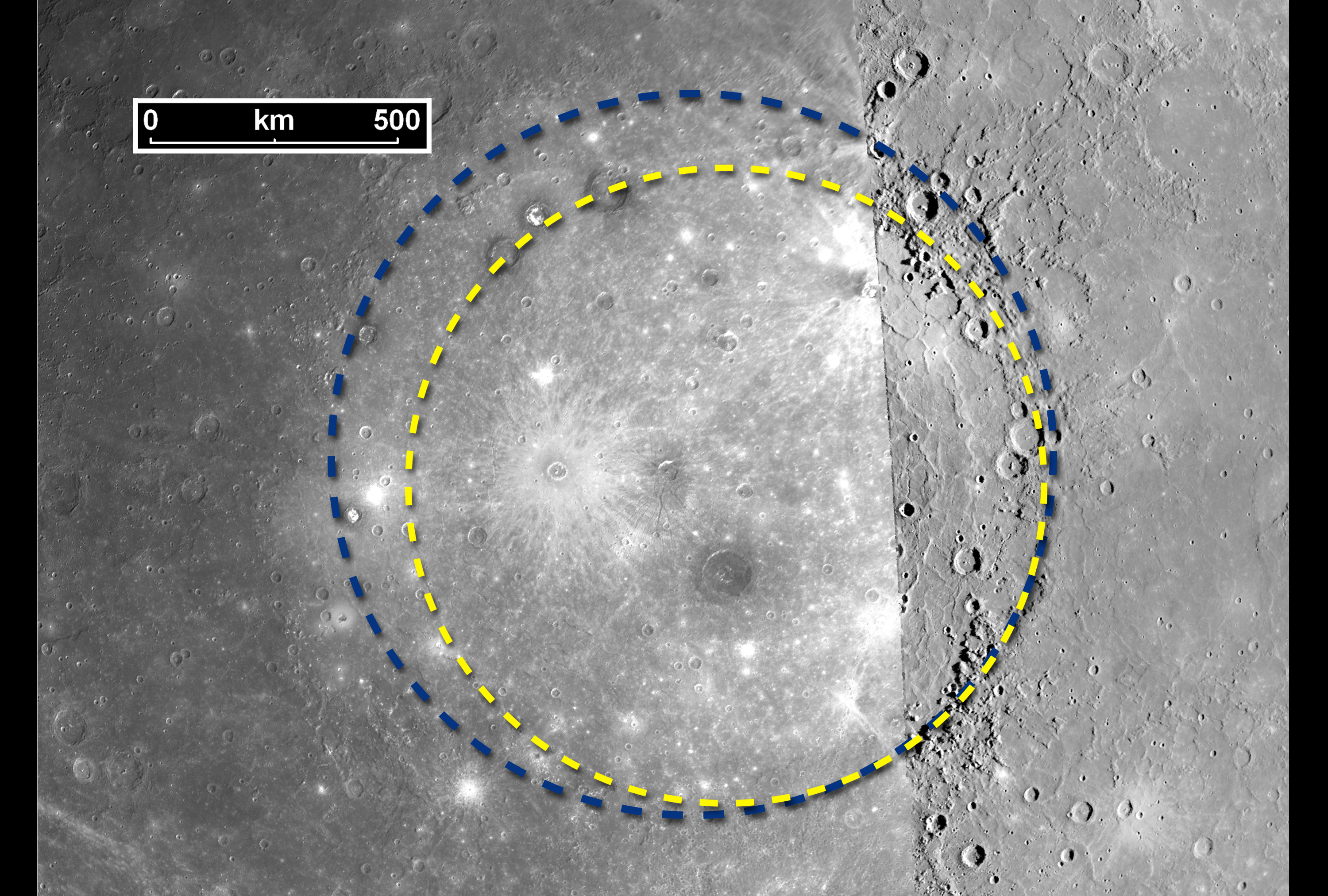
カロリス盆地。内側の円が示すように、マリナー10号による観測で、直径は約1300 kmと見積もられていた。しかし、外側の円が示すように、メッセンジャーによる観測で、実際の直径は約1550 kmだったと判明した。

当初、水星の地形は望遠鏡によるアルベドの計測で予想された。地域によって反射率に差異があり、これは月の高地のようなリンクルリッジ・山脈・平野・ルペス（絶壁）・ヴァリス（谷）などがあるためと推測された。
1975年のマリナー10号による観測で得た情報から基本的な部分が明らかになった。水星の地表は月の地表と似ており、その特徴は、数十億年単位時間を経て形成される月の海のような滑らかな面や、全球を覆う多様な大きさのクレーターが数多く存在している点にある。その中で最も大きな地形はカロリス盆地である。従来は、カロリス盆地の直径は1300 km程度と見積もられていたものの、探査機のメッセンジャーの観測により、実際の直径は約1550 kmだったと判明した。これは水星の直径の1/4以上に相当する。この惑星のサイズに比して巨大な地形は、46億年前に水星が形成されて間もなく始まり38億年前まで続いた後期重爆撃期に、彗星や隕石が衝撃を和らげる大気が無い水星に衝突を繰り返すことでクレーターを形成し、当時まだ活発だった火山活動によって盆地がマグマで埋まり形成されたと考えられる。

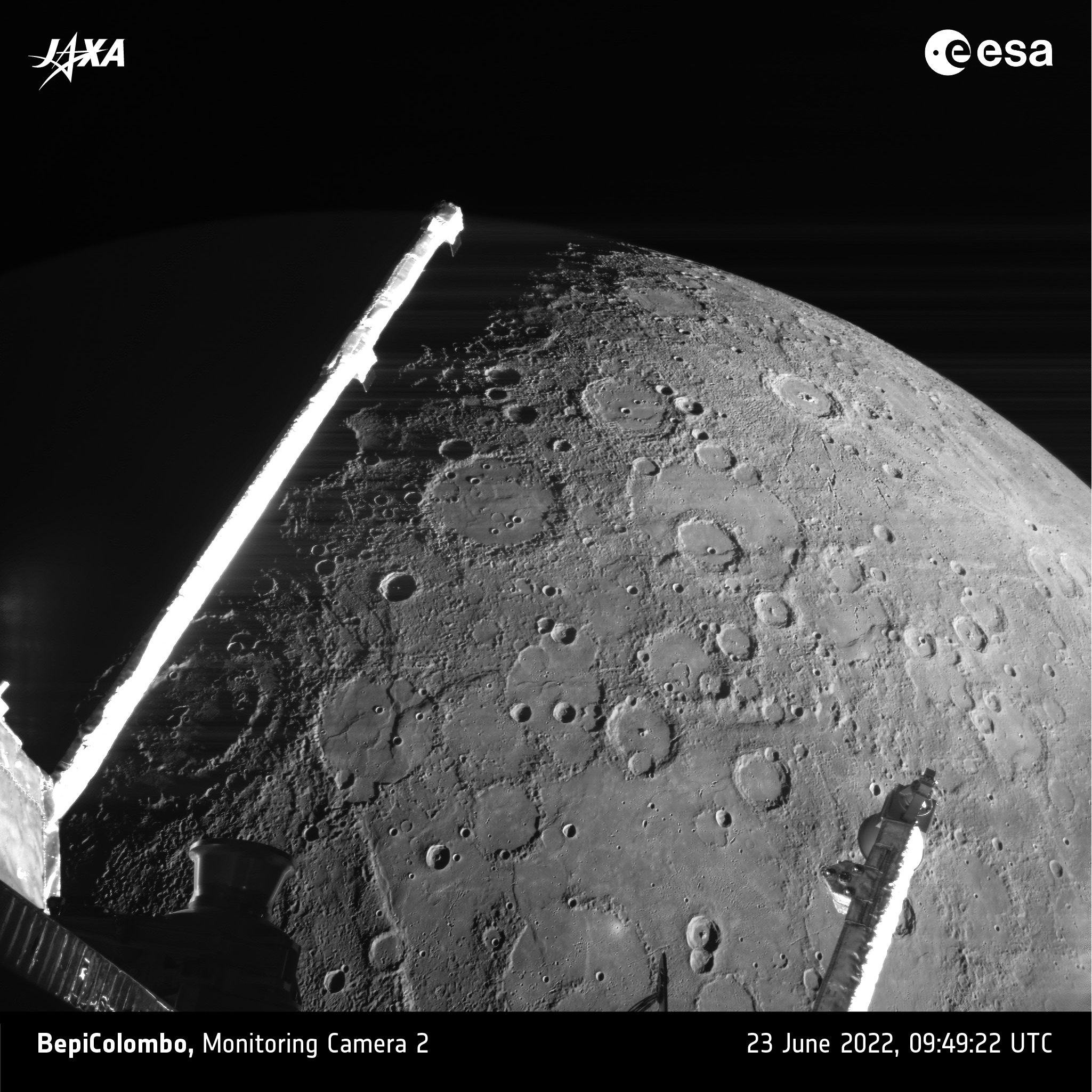
水星の表面

水星の地表はクレーターに覆われており、比較的なだらかな領域がところどころに広がるなど、月の表面地形と似ている。しかし水星の表層には、カリウムや硫黄、ナトリウムなどの揮発性が高い成分が月面と比べて桁違いに多いことが明らかとなっており、その形成過程が月とは大きく異なるものと考えられている。
水星の地表を特徴付けるもう1つの地形は、惑星の広い範囲に散在する高さ約2 km、長い物では500 kmに達する断崖(線構造)であり、リンクルリッジと呼ばれる。これは水星の内部が冷却され、半径が1-2kmほど縮む過程で形成された「しわ」であると考えられているが、太陽の潮汐力の影響という異説も存在する。太陽が水星に与える潮汐力は、地球が月に与える力の約17倍と推定され、そのために水星では赤道部分が膨らむ潮汐変形が起きている。

### 地殻物質
水星の表面には、鉄酸化物の存在量が他の地球型惑星と比較しても少なく重量比1 - 3%程度しか無い。これが反射率の高さに繋がっている。代わって、ナトリウム分が多い斜長石や鉄をあまり含まない輝石（頑火輝石）が主に占める。

### 大気
水星は重力が小さいため、長く大気を留めておくことは難しい。しかし、ごく薄く分子同士の衝突がほとんど無い無衝突大気の存在が確認されている。水星の気圧は10-7 Pa (10−12気圧) 程度と推測され、その成分は水素・ヘリウムの主成分に加え、ナトリウム・カリウム・カルシウム・酸素などが検出されている。
この大気組成は一定しておらず、絶えず供給と散逸を繰り返している。水素やヘリウムは太陽風の粒子を水星磁場が捕捉したものと考えられ、やがて宇宙空間に拡散されてゆく。地殻で生じる放射性崩壊も一つのヘリウム供給源であり、ナトリウムやカリウムも地殻起源である。水蒸気も存在しており、これは水星の表面が崩壊して生じたものと、太陽風の水素と岩石由来の酸素がスパッタリングを起こして生成されるもの、永久影にある水の氷が昇華して発生するものがある。探査機メッセンジャーによる水の存在に関連するO+、OH−、H2O+などのイオン発見は、驚きをもって受け止められた。これら発見されたイオンの量から、科学者らは水星の表面は太陽風に吹き晒されている状態にあると推測した。
大気中にナトリウム・カリウム・カルシウムがあることは1980-1990年代に発見され、当初は隕石衝突による地殻の蒸発がこれらを供給していると考えられた。さらに探査機メッセンジャーによってマグネシウムの存在が確認された。その時点での研究の結果、ナトリウムの供給領域は惑星磁場に対応する部分に絞られた。これは水星の表面と磁場が相互作用を起こしていることを示す。

### 温度
表面の平均温度は 452K（179 ℃）であるが、温度変化は 90-100 K から 700 K におよぶ。水星は公転と自転が共鳴しているため、近日点において特定の2箇所が南中を迎え最高温度の700Kに達する。この場所は「熱極」と呼ばれ、カロリス盆地とその正反対側が当たる。遠日点では500K程度になる。日陰部の最低温度は平均110Kほどである。太陽光は地球の太陽定数の4.59 - 10.61倍に相当し、エネルギー総計では 3,566 W/m2 となる。
このような高温に晒されながら、水星には氷（＝固体の水{\displaystyle {\ce {H2O}}}）の存在が確認されている。北極と南極に近く深いクレーターの中には太陽光が当たらない永久影となる部分があり、温度が102K以下に保たれている。これは1992年、ゴールドストーン深宇宙通信施設の70m電波望遠鏡と超大型干渉電波望遠鏡群（VLA）が、水の氷による強いレーダー反射を観測して確認された。この反射現象は他にも原因を考えうるが、天文学者は水の氷が存在する可能性が最も高いと考えている。2012年6月、メッセンジャーが撮影した極地の画像により、氷が存在する可能性が裏付けられたと、ジョンズ・ホプキンズ大学などの研究チームが発表した。この氷の量は 10×1014 - 10×1015 kg 程度であり、レゴリスが覆うことで昇華から防がれていると考えられる。なお、地球の南極に存在する氷は4 ×1018kg、火星の南極には10×1016kg程度の水の氷があると言われる。水星の氷の起源は不明だが、彗星の衝突もしくは水星内部からの放出で生まれたという説が有力である。

### 磁場

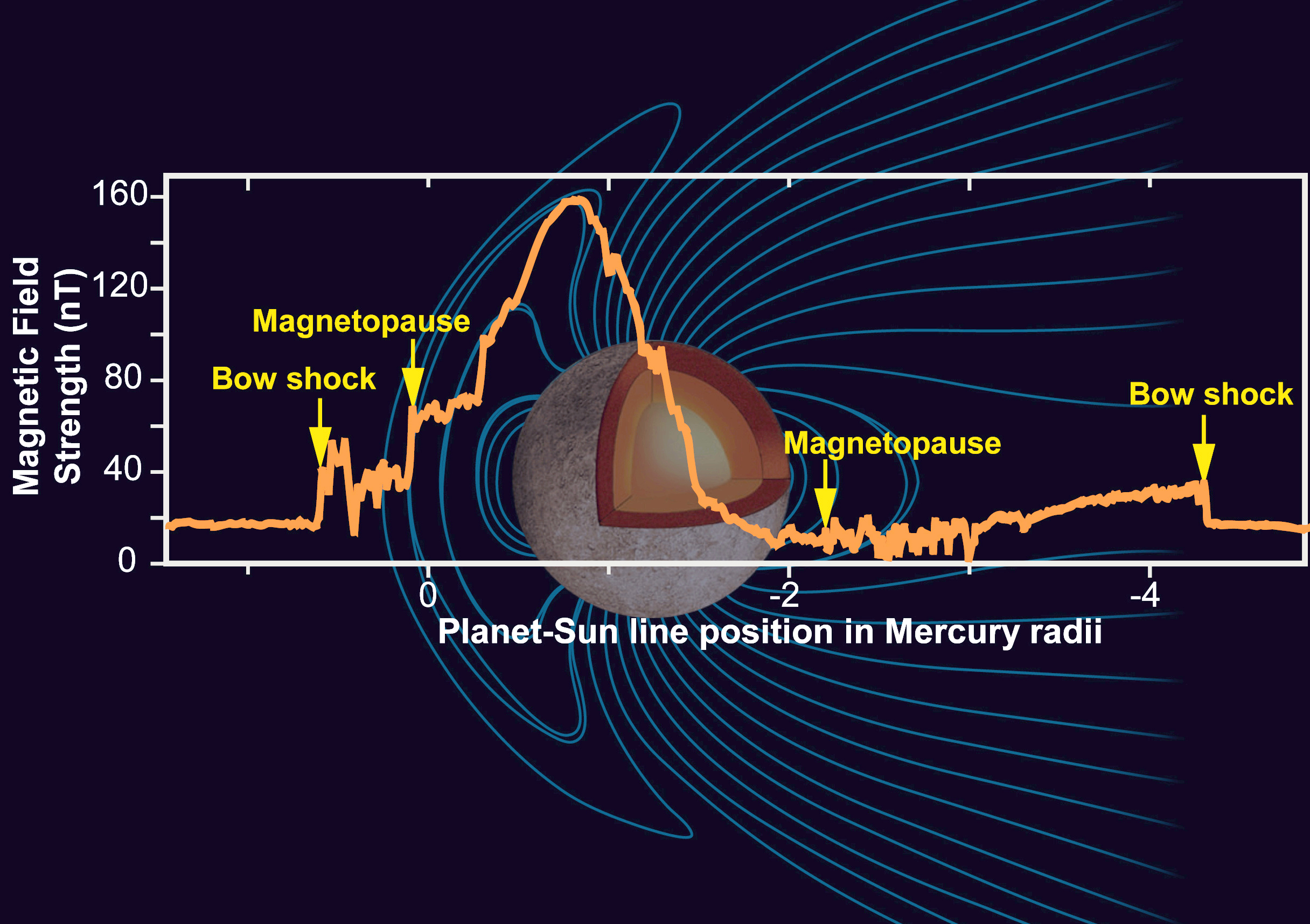
メッセンジャーの2008年の観測グラフ。ピークが水星磁場の存在を示している。

水星は59日という遅い自転速度であるにもかかわらず、地球の磁気圏の約1.1%に相当する比較的強い4.9×10−12Tの磁気圏を持つことがマリナー10号の観測で発見された。この磁場は、地球と同じく双極子であるが、地球にみられるような磁場の軸と自転軸とのずれはほとんど無い。探査機マリナー10号とメッセンジャーの観測によって、この磁場は安定的なものであることが分かった。
詳しくは明らかにはなっていないが、この磁場は地球と同様に流体核の循環運動によるダイナモ効果で生まれている可能性がある。水星の核は純粋なニッケルや鉄が融解するほどの高温を維持していないと考えられているが、硫黄などの不純物が 0.2 - 5 % ほど核に混入すると融点が適度に低下し、地球と同様に固体の内核と液体の外核に分離する可能性がある。仮にこのメカニズムで磁場が発生しているならば、液体の外核はおよそ 500 km の厚さを持つと推定される。また、水星の公転軌道の離心率が高いことから、太陽が及ぼす潮汐力の影響も考えられる。他にも、核とマントルの境界で生じる熱電作用や、過去に起きていたダイナモ効果が消えてしまった後も名残の磁場が固体の磁性体物質に「凍結」しているという理論もある。後者では核が液体である必要はないが、水星磁場は現在も生み出されていると考えられているため、21世紀初頭の時点ではこの説はあまり支持されていない。

### 磁気圏
水星磁場は惑星の周囲で太陽風をそらして磁気圏をつくり、宇宙風化作用に抵抗する程度には強力だが、それは地球の大きさに収まる位の範囲でしかない。マリナー10号の観測では、夜側の磁場圏でエネルギーが低いプラズマが観測され、高エネルギー粒子の噴出も見つかった。これは、惑星磁気圏の高い活動を示している。2008年10月6日にメッセンジャーが2度目のフライバイを行った際、惑星磁場と繋がったまま水星半径の1/3に相当する800kmの長さに伸びた竜巻のようにねじれた磁気の束と遭遇した。これは、水星磁場が「漏れやすい」性質を持つことを示す。この竜巻は、太陽風が運んだ磁場と惑星磁場が接触した際に発生する。太陽風の通過とともに繋がった磁場は引き出され、渦のようなねじれ構造を持つ。このような、惑星磁場の磁力管が太陽風によって引っぱり出される現象（磁束輸送事象）は、磁場の壁に穴を空けてしまい、そこから水星表面に影響を及ぼす太陽風が吹き込む事態を起こす。磁気再結合と呼ばれるこのような現象は珍しくなく、地球でも起こっている。ただし現在の観測では、これが生じる速度は地球よりも10倍も速く、水星が太陽に近いことでもこの速さの1/3程度しか説明出来ない。

## 座標系
水星の経度は自転方向に従い、西に向かって増えるよう設定されている（つまり、水星の惑星面経度はすべて西経で表示される）。水星では フン・カル という名の小さなクレーターの経度が西経20度として定義され、測定の基準点になっている。

## 人類による認識

### 古代

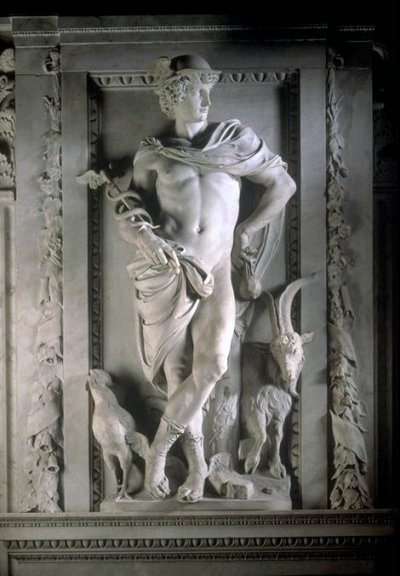
俊足の神メルクリウス。英語Mercuryの語源となった。

水星について記述された最古の観測記録は、紀元前14世紀頃のアッシリア人によって作られたと考えられる星図表Mul.Apinである。この表における水星の楔形文字表記は、Udu.Idim.Gu\u4.Ud（the jumping planet、「跳ぶ星」）と訳された。バビロニアにも紀元前1000年代の記録があり、彼らは神話に登場する伝達する神ナブーになぞらえた名称をつけていた。
古代ギリシアではヘーシオドス（紀元前700年頃?）の時代には知られ、Στίλβων（Stilbon、「微かな光」の意）やἙρμάων（Hermaon）と呼ばれていた。ヘラクレイデスは、水星と金星が地球でなく太陽の周りを回っていると考えるに値する観測を行った。古代ギリシア世界では、宵の水星にヘルメース、明けの水星にはアポローンを対応させていたが、やがてこの2つの星が同一のものであることに気づいた。その後、最内周惑星で運行が速いことから、ヘルメースと同一視されていた俊足の神メルクリウスの名があてられ、これが英語のマーキュリー（Mercury = 水星）の語源となった。
古代中国では水星は「辰星」の名で知られ、方角の「北」、五行思想の「水」と対比させていた。水を当てはめた理由は、流水を水星の公転速度の速さに見立てたためであり、西洋の俊足神メルクリウスと同じ着眼である。現代でも、中国・日本・韓国・ベトナムでは漢字で「水星」と書かれ、五行思想の反映が見られる。インド神話では、水星には水曜日を司る神ブダの名が与えられる。曜日との関連は、ゲルマン人の思想でも神オーディンが水星と水曜日を司るという考えがある。
マヤ文明では水星はフクロウに喩えられ、1羽という時と、朝夕それぞれ2羽の計4羽と考えられることもあった。彼らは地下世界からの使者と考えられた。

### 中世

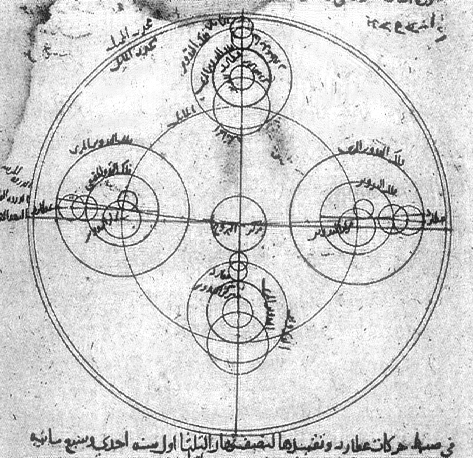
イブン・シャーティルの天体モデルにも水星が描かれている。

中世イスラム世界では、11世紀にアンダルスの天文学者ザルカーリーが水星の公転軌道が卵や松の実のような楕円形だと主張した。ただし彼の天文学理論や計算に、この考えは反映されなかった。12世紀にはイブン・バーッジャが「太陽面にある2つの黒い点」を観察した。13世紀には、マラーゲ天文台のクトゥブッディーン・シーラーズィーが、これは水星か金星の太陽面通過またはその両方だと述べた。なお現代では、この種類の中世の報告は太陽黒点を見ていたものとも取り扱われる。
インドでは、15世紀にケーララ州のケーララ学派のニーラカンタ・ソーマヤージーが、16世紀デンマークのティコ・ブラーエに先立ち、太陽の周囲を水星と地球が周回する太陽系モデルを構築した。

### 地上からの観測

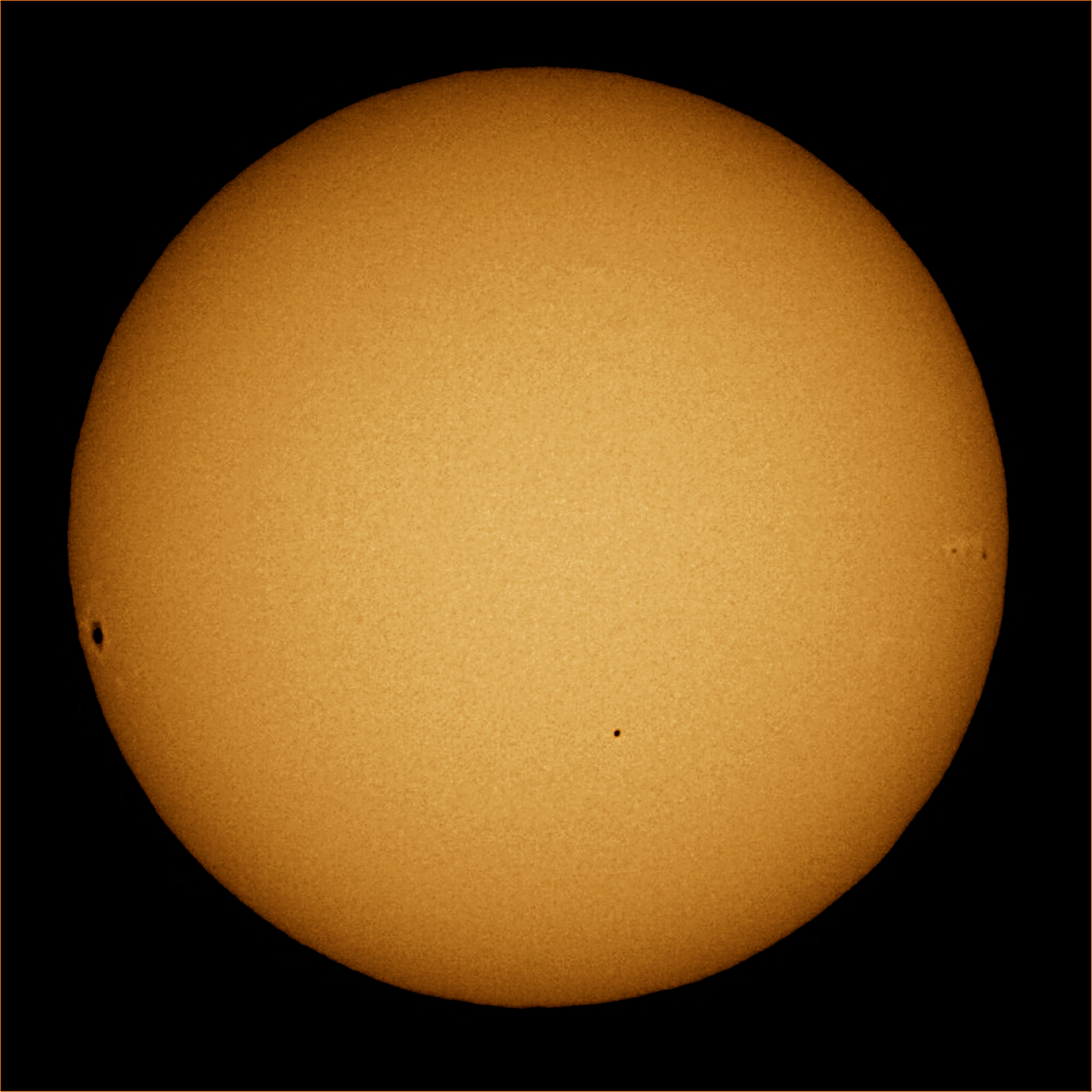
水星の太陽面通過。中心下部にある小さな黒い点が水星である。太陽左の縁に見られる黒い部分は太陽黒点である。

望遠鏡を用いた水星観測は17世紀初めにガリレオ・ガリレイが手がけたが、天体の相を確認するには充分な機能を発揮しなかった。しかし1631年にはピエール・ガッサンディが、ヨハネス・ケプラーが予告した天体の通過を望遠鏡で観測した。1639年にはイタリアのジョヴァンニ・ズッピが望遠鏡を使って水星を観測し、金星や月と同様に満ち欠けがあることを発見した。これによって、水星が太陽の周りを回っていることが確実になった。惑星同士が交差する掩蔽は非常に稀な天体現象だが、1737年5月28日に水星と金星で起こった掩蔽はグリニッジ天文台のジョン・ベヴィスによって観察された。水星と金星が次に掩蔽を起こすのは2133年12月3日である。
水星は太陽に接近しているため、観測するのは非常に困難である。水星軌道周期の約半分に相当する期間は、太陽の光に埋もれてしまって見ることができない。またそれ以外の時期でも、朝か夕方のごく短い時間しか観測できない。ニコラウス・コペルニクスが水星を生涯見られなかったという逸話は有名である。
地球から見た水星にも、金星や月のような満ち欠けの相が見られる。内合の時に「新水星」、外合の時に「満水星」となるが、これらの時期には太陽と同時に上ったり沈んだりするために、見ることはできない。最大離角の時には半分欠けた形になる。西方最大離角の時には日の出前に最も早く上り、東方最大離角の時には日没後に最も遅く沈む。最大離角の値は、近日点ならば17.9度、遠日点ならば27.8度である。しかし金星とは異なり、最も明るくなるのは「半月」形と「満月」形の間の相である（金星では「新月」形と「半月」形の間で最も明るくなる）。この理由は各相にある時の地球からの距離による。水星では内合「新水星」と外合「満水星」の時の地球からの距離の差は3倍以下だが、金星では6.5倍にもなる。水星が内合になる周期は平均すると116日だが、軌道の離心率が大きいために実際には111日から121日まで変化する。同じ理由で、地球から見て逆行する期間も8日から15日まで変化する。
このような観測の難しさから、水星の理解は他の惑星と比べて遅れた。1800年、ヨハン・シュレーターは水星表面の観察を行い。高さ20kmの山脈が存在すると主張した。フリードリヒ・ヴィルヘルム・ベッセルはシュレーターの観察結果から、自転時間を24時間、自転軸の傾斜が70度だという誤った見積もりを発表した。1880年代になって、ジョヴァンニ・スキアパレッリがより精確な惑星写像を取り、その結果から自転周期は88日であると示唆するとともに、公転も潮汐力から同期した状態にあると考えた。惑星写像への取り組みは引き続き行われ、1934年にはユジェーヌ・ミカエル・アントニアディが観測結果と地図を載せた本を出版した。そこには、数多いalbedo features（天体面の明暗模様）が反映され、「アントニアディ・マップ」と呼ばれた。
1962年6月、ウラジーミル・コテルニコフ率いるソヴィエト連邦科学アカデミー情報通信研究所 （Institute of Radio-engineering and Electronics）は、水星にレーダー信号を発信し反射を利用した観測を初めて行った。これはレーダーを利用した惑星観測の皮切りとなった。3年後に、アメリカのゴードン・ペッティンギルらがプエルトリコのアレシボ天文台300m径電波望遠鏡を用いた観測を行い、最終的に水星の自転周期が59日であることを突き止めた。水星の自転は公転と同期していると広く考えられていたため、この発見は驚きをもって受け止められた。同期していれば常に影となる半球は非常に冷たくなるはずだが、電波計測の結果は、予想よりもはるかに高い温度を示していた。それでも天文学者の中には風のような熱を分配する何かしら強力な機構を想定するなど、同期説を簡単には手放さない者もいた。
公転と自転の比率が1対1ではないと提言したのはイタリアの天文学者ジュゼッペ・コロンボであり、彼は公転が自転周期の2/3に相当すると述べた。この証明は、マリナー10号から得られたデータで裏づけされた。これは、スキアパレッリとアントニアディの地図が正しいことを示すとともに、他の天文学者が観察した水星表面は2パターンある公転・自転関係のひとつだけを見ていたわけではなく、観測手段が未発達だったために彼らが目にした太陽方向に向けられた表面の違いをさしあたり無視していたことを示した。

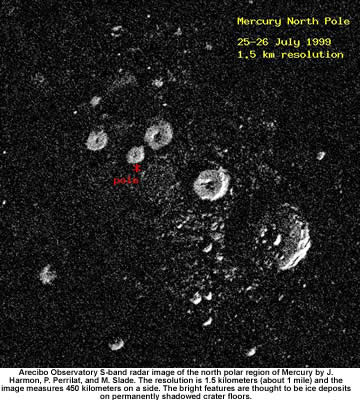
アレシボ天文台が観測した極のクレーター。水の氷が存在する可能性がある。

地上からの観測は光を反射しない部分を知る手段に乏しく、水星の基本的な特性は探査機を打ち上げて初めて理解できた。しかしながら、20世紀末以降は技術的進歩が進み、地上観測からでも多くの情報を入手できるようになった。2000年、ウィルソン山天文台の1.5mヘール望遠鏡で高解像度のラッキーイメージング観測が行われ、マリナー10号では得られなかった水星表面部分の画像撮影に成功した。後の解析で、そこにはカロリス盆地を越え、スキナカス盆地の2倍に相当する大きさの巨大な二重クレーターが発見された。その後もアレシボ天文台による観測で、水星表面の大部分は5kmの解像度で撮影された。この中には、極にあり影に水の氷が存在する可能性を持つクレーターも含まれていた。

### 到達の難しさ
地球から水星に到達するためには、技術的に高いハードルが有る。水星の公転軌道は、地球の公転軌道と比べて平均で3倍も太陽に近いため、地球から打ち上げた宇宙機を水星の重力に捕捉させるためには、太陽の重力井戸を 9100万 km 以上も降りなくてはならない。単純に、ホーマン遷移軌道によって遷移するとしても、ΔVが他の惑星探査よりも大きい。さらに、水星は太陽系の中では小さな惑星であり、その重力は地球よりも弱く、重力圏も小さい。加えて、水星への着陸や、安定な水星周回軌道への投入を実現するためには、水星に充分な密度の大気が存在しないため空力ブレーキを使えず、宇宙機のエンジンに頼らざるを得ない。なお、単純に力学的な比較として、水星への旅で必要なΔVは太陽系脱出速度のためのそれより大きい。これらが、水星探査機の実現回数が少ない理由である。時間を別とすれば地球から水星にいくのは地球から海王星にいくよりも難しいと言われている。

### 探査

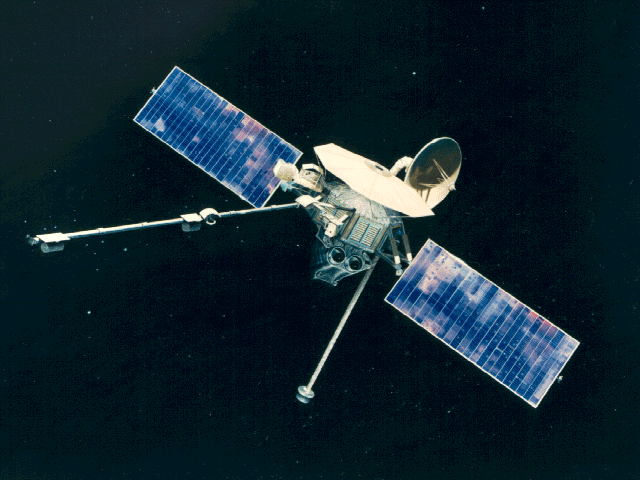
水星探査機マリナー10号

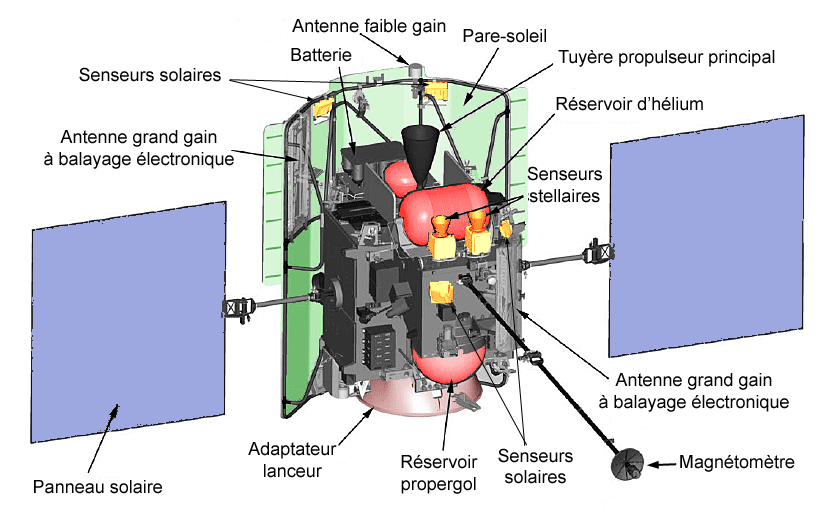
探査機メッセンジャー

水星に向けられた初の探査機は、1973年に打ち上げたアメリカ航空宇宙局 (NASA) のマリナー10号であった。同機は1974年から1975年にかけて3回にわたって水星に接近。写真撮影や表面温度の観測を行い、惑星表面の特徴的な地形を数多く知らしめた。しかし探査可能時間が短いことから惑星の夜の部分は撮影ができず、情報は全球の45%以下に止まった。
2004年8月3日、アメリカ航空宇宙局のメッセンジャー が打ち上げられ、地球、金星をスイングバイ（フライバイ）しながら水星へ向かって航行し、2008年1月には水星での最初のスイングバイを行った。2011年3月18日に水星の周回軌道に入った。その結果、クレーターの縁や中心に穴があること、太陽系の内側には水が、ほぼ存在しなかったこと、南北の磁場が非対称なので、水星内部には薄い液体核しかないことが推測できるという。2015年5月1日に水星表面に落下してそのミッションを終了した。

#### 航行中
ベピ・コロンボは宇宙航空研究開発機構（JAXA）と欧州宇宙機関（ESA）が共同で打ち上げ、ミッション遂行中の探査機である。これは2機編成で、長楕円軌道には「水星磁気圏探査機（MMO: Mercury Magnetospheric Orbiter）」を、低軌道には「水星表面探査機（MPO: Mercury Planetary Orbiter）」を化学燃料ロケットで投入し、水星公転の数年に相当する期間をかけて探査を行う予定である。MPOは、メッセンジャーと同じく分光計を積載し、赤外線、紫外線、X線など複数の波長で惑星の調査を行う。当初は2013年には打ち上げられる予定であったが、ESAの開発遅れからスケジュールがたびたび延期されている。2014年時点では、2016年7月に打ち上げ、2024年に水星の周回軌道に入って観測をする計画であったが、2016年11月には2018年10月に打ち上げを延期し、水星到着が2025年12月になることがESAから発表された。最終的に、2018年10月19日にギアナ宇宙センターから打ち上げられている。

## 人類との関係

### 惑星記号
ヘルメスの伝令杖「ケリュケイオン」（ラテン語でカドゥケウス、二匹の蛇の絡んだ杖）は、現在は商売、交通などのシンボルとして用いられているが、占星術・天文学では古くから、これを図案化したものが水星の記号（☿）として用いられる。錬金術では7種類の金属が惑星によって象徴され、ヘルメス／メルクリウスは水銀と関連付けられたため、水星の惑星記号が水銀の記号として使われた。

### 占星術
水星は七曜・九曜のひとつで、10大天体のひとつである。西洋占星術では双児宮（ふたご座）と処女宮（おとめ座）の守護惑星であり、10大天体では唯一、吉星（ベネフィック）と凶星（マレフィック）のどちらでもない中立な惑星とされる。ひとつの星座に約2週間から長くて1ヶ月ほど滞在し、対人運や勉強運、仕事運などを占う際に重要なヒントを与えてくれるとされ、象徴するキーワードは「知性」「好奇心」「言語に関する能力」「学習能力」「技術」「情報通信」「素早さ」「商才」「飽きっぽさ」「詐欺」などで、象徴する人物は「兄弟姉妹」「商人」「少年」「年下の人物」「知識人」などがある。